# Bethesda-Krankenhaus Essen
Das Bethesda-Krankenhaus Essen war zwischen 1894 und 2006 ein evangelisches Krankenhaus in Essen-Borbeck.

## Geschichte
Das evangelische Bethesda-Krankenhaus wurde 1894 an der Wüstenhöferstraße (damals Kuhstraße) in evangelisch diakonischer Tradition gegründet. Seit 1980 befindet sich in diesem Gebäude die Traugott-Weise-Förderschule. 1971 zog das  Bethesda-Krankenhaus in einen neu errichteten Zweckbau für 400 Betten an die Bocholder Straße 11–13.
1999 begann eine Kooperation mit dem katholischen Philippusstift in Borbeck. 2002 gliederte sich das Bethesda-Krankenhaus dem freigemeinnützigen Diakoniewerk Bethesda gGmbH Wuppertal an, das am Essener Haus eine Mehrheitsbeteiligung übernommen hatte. Das Philippusstift schloss sich 2004 den Katholischen Kliniken Essen-Nord an, bis dahin bestehend aus dem Marienhospital Altenessen und dem St. Vincenz Krankenhaus Stoppenberg.
2004 wurde ein ambulantes Operationszentrum eingerichtet. Die Bettenzahl des Bethesda-Krankenhauses wurde 2004 auf 177 und 2005 auf zuletzt 145 Betten reduziert. Das Haus verfügte über die Bereiche Allgemein- und Visceralchirurgie, Unfall- und Wiederherstellungschirurgie, Hand- und Fußchirurgie, Nuklearmedizin sowie Frauenheilkunde und Geburtshilfe.
In der Gesellschafterversammlung der Ev. Bethesda-Krankenhaus gGmbH Essen-Borbeck vom 26. August 2005 wurde der Beschluss zur Schließung gefasst, die am 30. Juni 2006 aus wirtschaftlichen Gründen vollzogen wurde. Lediglich ein Teil des Betriebes der chirurgischen Abteilung wurde ins Philippusstift integriert. Zum Inventar fand eine Versteigerung statt. 2009 erfolgte der 1,5 Millionen Euro teure Abriss des Bethesda-Krankenhauses, in dem zuletzt insgesamt rund 2500 Menschen arbeiteten. Auf dem freigewordenen Areal von 3,3 Hektar entstanden Reihenwohnhäuser.